# 岡田奎樹
岡田 奎樹（おかだ けいじゅ、1995年12月2日 - ）は、福岡県北九州市出身の男性セーリング選手。2024年パリオリンピック・セーリング混合470級銀メダリスト。

## 来歴
大分大学ヨット部だった父の影響で5歳から一人乗りヨットに乗り始める。B&G財団のクラブに所属して競技を始め、最小クラスのOP級（オプティミスト級）では小学生時代に全日本選手権優勝。小学校高学年で福岡県に転出。中学3年の一学期まで福岡市立内浜中学校在籍。二学期には、大分市立碩田中学校へ転入。
中学3年時に出場した世界選手権では3位に入った。高校はアトランタ五輪女子470級銀メダリストである重由美子の指導を受けるために佐賀県立唐津西高等学校に進学。このころからダブルハンド（二人乗り）に種目を変更し、スキッパー（舵取り役）を務める。2014年には早稲田大学に進学しヨット部に所属。2016年6月にドイツで開催された「470級ジュニア世界選手権」において、日本大学の木村直矢とのペアで、日本人初の同クラス優勝を飾った。2017年に江の島で開催された470級ジュニア世界選手権では早稲田大学の後輩である松尾虎太郎と出場するも6位だった。
大学卒業後はトヨタ自動車東日本に所属。JR九州所属の外薗潤平とペアを組み、2018年にはワールドカップ江の島大会で日本男子初優勝を飾った。2019年のワールドカップ江の島大会で総合11位となり、2020年東京オリンピックセーリング男子470級の日本代表に内定。
2021年に江の島で開催された東京オリンピックでは初出場ながら7位入賞だった。
同年10月には、浜名湖で開催されたモス級全日本選手権に出場し、2位となった。11月には、女子470級で東京オリンピックにも出場した吉岡美帆とペアを組み、全日本470級選手権で優勝を果たした。2022年2月には、9月に中国・杭州市で開催予定のアジア競技大会代表（混合470級）に選ばれた。
2023年4月、第52回プリンセスソフィア杯混合470級にて優勝を飾った。
同年8月、オランダ・ハーグで開催されたセーリング世界選手権混合470級で金メダルを獲得した。470世界選手権で優勝をしたのは4組目で混合470級では初となった。9月には杭州アジア競技大会に出場し、優勝した。
2024年8月のパリオリンピック混合470級で銀メダルを獲得。在住する神奈川県鎌倉市からは市民栄誉賞が贈られた。

## メディア出演
- 『裸のアスリートⅡ』（BS-TBS、2020年2月22日）[18][19]
- 『金色のアスリート』（FBS福岡放送、2020年2月29日）[20]
- 『東京VICTORY』（TBS、2020年3月28日）[21]